# Ofiofagia

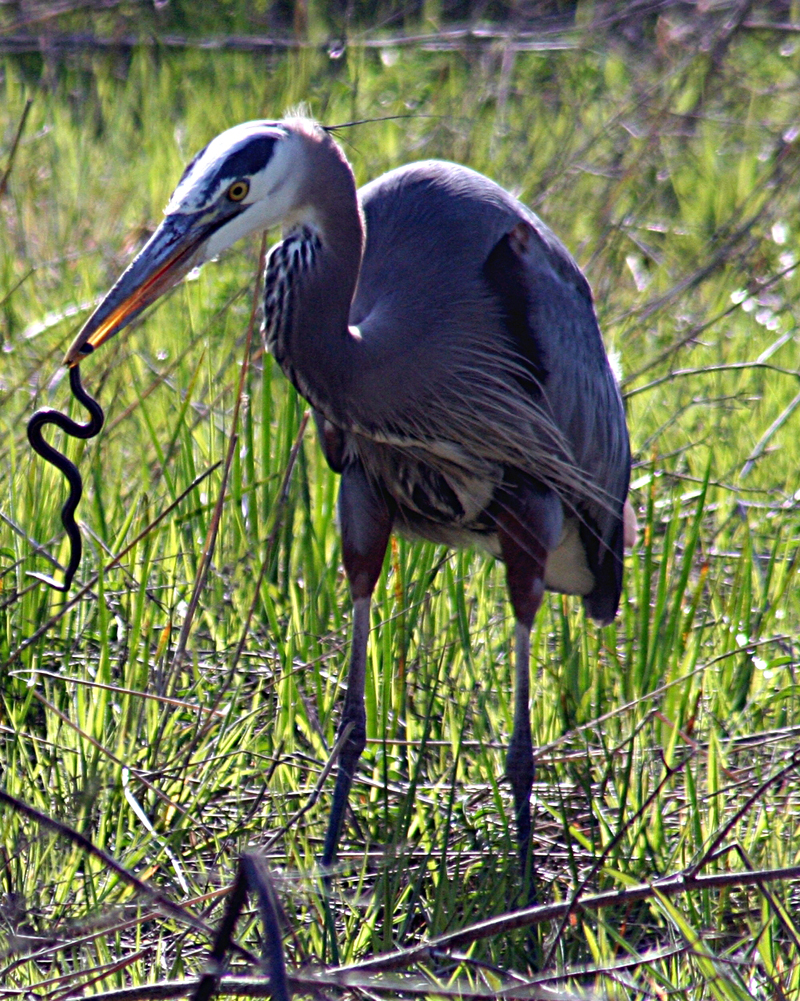
Garza ceniza con una serpiente.

Ofiofagia (del griego ὄφις + φαγία, ‘comer serpientes’) es una forma especializada de alimentación o  comportamiento alimentario de animales tales como depredar y comer serpientes. Hay mamíferos ofiofágos  (tales como las mofetas y las mangostas), pájaros (tales como águila de la serpiente, el secretario, y algunos halcones), lagartos (como Crotaphytus collaris), y aún otras serpientes, como la centro-sudamericana musurana y la norteamericana Kingsnake común (Lampropeltis getula). El nombre de género de la venenosa cobra real (Ophiophagus hannah) proviene de este hábito

## Usos prácticos
En algunas regiones, los granjeros conservan animales ofiofagos como animales domésticos para mantener su ambiente de vida libre de serpientes como la cobra y Crotalinae (incluyendo a las serpientes de cascabel y jaracacás) las que anualmente cobran un gran número de vidas de animales domésticos, tales como ganado, y ataque a humanos. Por ejemplo, se domestica mangostas en India. En los 1930s un plan brasileño para criar y liberar un gran número de musuranas para el control de crótalos fue intentado pero no funcionó. El Instituto Butantan, en San Pablo, que se especializa en la producción de antisueros, erigió una estatua de la musurana (Clelia clelia) como su símbolo y un tributo a su utilidad en combatir la mordida de víboras venenosas.

## Inmunidad
Muchos animales ofófagos parecen ser inmunes al veneno de las serpientes que ellos cazan y de las que se alimentan usualmente. El fenómeno ha sido estudiado en la musurana por el científico brasileño Vital Brazil. Estas tienen anticuerpos antihemorrágicos y antineurotóxicos en la sangre. Se ha descubierto que la zarigüeya norteamericana (Didelphis virginiana) tiene la mayor resistencia al veneno de serpiente. Esta inmunidad no es adquirida y ha evolucionado probablemente como una adaptación a la predación por serpientes venenosas en su hábitat.